# Tom Boerwinkle
Thomas F. Boerwinkle, né le 23 août 1945 à Cleveland et mort le 26 mars 2013, est un ancien joueur américain de basket-ball.